# منتخب باهاماس لكرة القدم للسيدات
منتخب باهاماس الوطني لكرة القدم للسيدات (بالإنجليزية: Bahamas women's national football team)‏ هو ممثل باهاماس الرسمي في المنافسات الدولية في كرة القدم للسيدات، يديريه اتحاد الباهاما لكرة القدم.

## وصلات خارجية
- الموقع الرسمي